# Club Atlético Aguada
El Club Atlético Aguada es un club de básquetbol con sede en el barrio La Aguada en Montevideo, que también promueve otros deportes. Fue fundado el 28 de febrero de 1922.
A lo largo de su historia, la institución ha logrado varios éxitos en el ámbito del básquetbol. Entre sus logros más destacados se encuentran sus cuatro títulos de la Liga Uruguaya de Básquetbol y siete Campeonatos Federales. Cuatro de estos últimos fueron obtenidos de forma consecutiva durante un período conocido como el Cuatrienio de Oro.
El primer título de la Liga Uruguaya del Club Atlético Aguada fue obtenido el 6 de mayo de 2013. El segundo título llegó el 5 de junio de 2019, el tercero se concretó el 26 de febrero de 2021 y el cuarto lo obtuvo el 17 de junio de 2024.

## Historia

### Fundación
Todo comienza cuando 1922 se traslada al barrio de La Aguada la Plaza de Deportes n.º1 (la cual previamente estaba situada en la Ciudad Vieja), esta plaza contaba con la dirección de Primo Gianotti, famoso profesor de educación física de la época que años más tarde ganaría la medalla de oro en fútbol durante los Juegos Olímpicos de 1928. A esto se le debe sumar el hecho de que también se mudó a la zona el club Olimpia, este club tenía un gran prestigio en la zona debido a sus participaciones en el básquetbol local y además porque albergaba figuras deportivas de gran talla como Andrés Mazali (conocido arquero que junto a la Selección de fútbol de Uruguay ganaría el oro en los Juegos Olímpicos de 1924 y 1928) e Isabelino Gradín, (campeón sudamericano de fútbol y atletismo). Estos hechos provocaron la exaltación de la juventud del barrio la cual había incrementado su interés por la práctica de deportes pero los problemas que se daban con los recién llegados hacían que incrementara también el interés de defender a una institución propia de La Aguada que los identifique. Finalmente, el 19 de febrero se organiza una asamblea de vecinos en la casa de la familia Di Corcia, en esta asamblea se decidió la constitución de aquel club que la gente del barrio buscaba. Allí se fundó el club llamado América, el cual el 28 de febrero pasaría a llamarse Aguada. En el momento de elegir los colores representativos del club en forma de homenaje a la familia Di Corcia (de ascendencia italiana) se escogieron los colores de la bandera de Italia.

#### Primera Comisión Directiva[1]
- Alberto Pesce
- Hugo Di Corcia
- Gualberto Toletti
- Rodolfo Di Corcia
- Raùl Zolessi
- Pedro Belloso, Gilberto Dìaz, Julián Palermo

### Primeros años
La institución promovía varios deportes y con los triunfos obtenidos en estos aumentaba aun más el interés de la gente del barrio, pero con el tiempo el básquetbol se transformó en el deporte preferido, por lo que en 1924 se afilió a la Federación Uruguaya de Basketball, la cual existía desde 1915.
Comenzó a participar en el Campeonato de Intermedia (Segunda División) donde obtuvo el título y la posibilidad del ascenso en 1924 y 1926 pero en ambas ocasiones rechazó la posibilidad de participar en Primera División hasta que en 1934 volvió a obtener el triunfo y aceptó el participar por primera vez en el Campeonato Federal.
A pesar de esto Aguada no obtuvo logros solamente en básquetbol sino que también en otros deportes donde competía como eran: voleibol, atletismo, ciclismo, natación, patín, fútbol y esgrima. Donde se pueden destacar los logros obtenidos en voleibol, donde fue Campeón Federal durante 9 años seguidos (1930-1939). Todos estos logros aumentaron tanto el prestigio del club como su número de seguidores, por lo que todo estaba saliendo bien para el club, hasta que en 1939 cae en crisis.

### Crisis del 39
En 1939 el club Aguada entra en crisis debido a la partida de 29 jugadores (vale recordar que en aquella época el básquetbol era amateur), varios de los cuales eran de gran importancia para la institución por lo que el poderío deportivo del club disminuyó tremendamente de tal forma que quedó con un futuro incierto.
A principios de 1940 se convoca a los allegados al club a una asamblea para decidir sobre el futuro de este. En esta asamblea sin duda que fue clave la figura de Aníbal "El Gaucho" Gardone, quien en su discurso solicitó a los presentes el apoyo a la causa del club, y afirmaba que la única forma de salir de esta crisis era con el trabajo de los jóvenes en las divisiones inferiores (formativas). De esta manera se establecieron las bases de los logros aguateros de la década del 40', los cuales forman parte de los logros más grandes que consiguió el club en su historia.

### Los años dorados
Aguada salió de la crisis de la mejor manera posible ganando cuatro Campeonatos Federales en forma consecutiva: 1940, 1941, 1942, 1943, logrando el así llamado Cuatrienio de oro.
Plantel Campeón Federal de 1940 a 1943: Ruben Bulla, Roberto  Medrano, Aníbal Gardone, Héctor Ruiz, Washington Rodríguez, Rolando Marchetti, Juan Bonini, Osvaldo Castro, Victorio Cieslinkas, Carlos Calvo, Bruno Rizzo, Luis Faraco, Hugo Peluffo. En la dirección técnica estuvieron Roberto Moresco, Hugo de Luca y Hugo Di Corcia. Siendo el Kinesiólogo, Dante Cocito.
Durante estos años Aguada logró hacerse con un trofeo único en Uruguay, el Trofeo de la Copa de Papel, donado en 1940 por los Carabineros de Chile a la Federación Uruguaya de Basketball este trofeo de bronce representa a Caupolicán, jefe de los Mapuches. En 1941, por iniciativa del delegado, de Aguada, Aníbal Gardone, se proyecta el "Torneo Fraternidad" que tendría como trofeo al Caupolicán, comenzándose a disputar en 1942. Dicha competencia consistió en la suma de las clasificaciones de todas las divisionales hasta el 6.º puesto, valiendo lo mismo un primer puesto en 1.ª División como en divisiones Formativas. Se quedaría con el trofeo aquel equipo que ganara el torneo 3 años consecutivos o 5 alternados. Aguada lo logró en 1942, 1943 y luego en 1945, 1946 y 1947, adjudicándoselo en propiedad.
Para cerrar esta época de triunfos en 1948 el club logra conquistar un nuevo Campeonato Federal. Tras esto sucedieron hechos no tan agradables para el club tal como lo fueron la muerte de Hugo Di Corcia, uno de los miembros fundadores de la institución y un referente de esta, y el hecho de que se debía entregar el predio que se estaba alquilando, donde estaba situada la cancha del club, a esto hay que sumarle el alejamiento de grandes figuras deportivas, lo cual limitaban al club en este ámbito.
Plantel Campeón Federal de 1948: Victorio Cieslinkas, Carlos Pastorino, Juli "Pata" Gully, Gualberto "Beto" Rodríguez, León Slazinskas, Álvaro"Pitoche" Riet, Bruno Rizzo, Eugenio Petit, Antonio Romano, O. García, Eduardo "Lalo" Lavignasse, Mario Infante,M. Riveiro,E. Garc+ia, Oscar Grecco, Tabaré Patrón, L. Giorello, Ulises Cambre, A. Picallo. DT:Enrique Calcagno. Kinesiólogo: Dante Cocito.

### Los 50s y 60s
Aguada comenzó esta nueva época con el problema de la falta de cancha parcialmente superado, lo que se consiguió gracias al gran trabajo de los dirigentes, socios, jugadores y allegados en general que lograron comprar el predio y comenzar a edificar el estadio (el cual se utiliza hasta hoy en día). En cuanto a lo deportivo la década del década del 50' pasó sin penas ni glorias.
La década de 1960, fue una época de altos y bajos. Al principio de esta década el club fue sancionado con la suspensión de la afiliación debido a algunos inconvenientes sucedidos con la hinchada, pero a pesar de que esto provocó jugar medio campeonato, no descendió. Para 1962, Aguada logra lo que sería su mejor posición en esta década al acabar 4.º en el Federal. En cambio en 1963 las cosas no salieron el todo bien debido a que una serie de inconvenientes que involucraron a la parcialidad que nuevamente ocasionaron una suspensión de la afiliación pero que esta vez determinaría el primer descenso a Segunda División. De todas maneras el pasaje por segunda fue corto ya que para el año siguiente ya estaría participando nuevamente en el Campeonato Federal. Posteriormente en 1967 el club afrontaría un nuevo descenso a causa de los malos desempeños deportivos, pero esta vez debido a ciertas reformas reglamentarias Aguada descendería a la Serie B (que en estas épocas correspondería a Tercera)

### El retorno a Primera, y las nuevas conquistas
Tras el descenso ocurrido en el 67, Aguada logró volver a la máxima categoría del básquetbol uruguayo al derrotar a Goes, en el Cilindro. Con su regreso a Primera, el club logró salir 3.º en el Campeonato Federal de 1972, pero esto se vería opacado por la conquista del mismo, en el año 1974. Durante ese campeonato la superioridad del conjunto aguatero fue evidente quedando demostrado en que se consagró campeón 4 fechas antes de que termine el torneo. Durante el año próximo, el equipo estaba compuesto por los mismos jugadores pero a pesar de esto no se logra el campeonato debido a problemas internos que afectaron el rendimiento del club. Para 1976 habiéndose solucionado los conflictos, el plantel mejora su rendimiento y logra la obtención del campeonato. Hasta el final de la década, el equipo continuó con buenos resultados pero sin la magnitud de los anteriores, siendo el más destacado de ellos el vicecampeonato de 1977.
Plantel Campeón Federal de 1974: Mario Viola, Álvaro Santelli, Jorge Garretano, Roberto Viñoly, Wilfredo Vennet, Andrés Bongoll, Walter Vázquez, Rubén Abal, Álvaro Casal, Sergio Martínez, Bulla, M. Martínez y Carlos Fraga. Director Técnico: Rubén Bulla.
Plantel Campeón Federal de 1976:Mario Viola, Roberto Viñoly, Álvaro Santelli, Walter Vázquez, Jorge Garretano, Carlos Kustrin, Alejandro González, Rubén Abal, Eugenio Petit, Néstor Rodríguez, Carlos Sánchez, Jorge Tobía Bonari, José Acevedo y Álvaro Casal. Director Técnico: Roberto Pavón. Ayudante: Wilfredo Vennet.

### El profesionalismo
En la década de 1980' es cuando comienzan los mayores cambios en el básquetbol debido tanto a la llegada de los extranjeros (Aguada contrató a Jeff Granger en 1979), como la del profesionalismo. Por eso a partir de ese momento comienza el predominio de los clubes económicamente fuertes. Todo esto afecto al club Aguada, el cual no tenía una buena situación económica lo que provocó la ida de jugadores y que no pudiera contratar a otros de buen nivel, por lo que su poderío deportivo había bajado considerablemente. Como consecuencia el club sufrió dos descensos uno en 1984 con su eventual regreso en 1986 y otro en 1987. En 1989 los cambios efectuados partiendo por la Directiva logran cambiar la situación.

### La década de 1990
Aguada comenzó la década con su ascenso al Federal de 1990 y con una gran inversión mediante, con la contratación de figuras como Tato López, Fefo Ruiz, Luis Pierri, etc. se transformó en protagonista de los campeonatos de esta época. Obtuvo el Vicecampeonato en reiteradas ocasiones como fue en 1993, 1994 y 1999, además de esto estuvo entre las primeras cuatro posiciones en 1995 y 1998.
También se pueden recordar las participaciones en torneos internacionales, Aguada participó en la Liga Sudamericana de Clubes en 1996 y 1998. Retirándose en ambas sin grandes resultados, en el 96 fue eliminado en la Fase de Clasificación con 5 derrotas y 1 victoria, repitiéndose lo mismo en el 98.
Algo bastante recordado de esta época es probablemente la final del 99. En esta final al mejor de siete, el conjunto aguatero se enfrentó a Welcome, equipo que venía de ganar los últimos dos Federales y además contaba con un presupuesto anual que superaba en más de 5 veces al de Aguada. A pesar de esto el Campeonato alcanzó su definición en el 7.º partido, en el cual hubo incidentes violentos que provocaron duras sanciones sobre todo contra Aguada, pues se le encontró como quien inició los hechos. Estas sanciones traerían grandes problemas económicos al club.

### El nuevo milenio
El milenio empezó con aspectos negativos tal como fueron las finales del Campeonato Federal de 1999 y las sanciones que provocaron sobre el club, pero no todo fue malo ya que durante el 2000 se disputaría en Montevideo el VII Campeonato Panamericano de Clubes en el cual Aguada participaría debido a ser finalista del Federal del 99. La participación de Aguada tuvo grandes resultados consiguiendo el vicecampeonato tras perder la final con Estudiantes de Olavarría. A nivel internacional este fue el mayor logro conseguido por el club Aguada. A pesar de esta hazaña la actuación de Aguada en el campeonato local fue mediocre, pero empeoró en el Federal del 2001 donde Aguada sufrió el descenso a la Segunda División. Durante este Campeonato de Segunda, Aguada tuvo una excelente participación logrando ascender a Primera como Campeón Invicto. En el 2003 se jugó el último Campeonato Federal, donde Aguada tuvo una participación mediocre debiendo participar de la rueda por el descenso pero finalmente logró escapar de este.
Ese mismo año tuvo lugar la primera Liga Uruguaya de Básquetbol, el cual a diferencia del antiguo Campeonato Federal incluía la participación de equipos del interior del país. En esta edición Aguada tuvo un buen desempeño clasificándose a play-off donde fue eliminado por Trouville 2-0. Para el próximo año la historia sería similar, el club volvería a clasificar a play-off y sería eliminado en cuartos de final pero esta vez por Defensor Sporting con el mismo resultado en la serie. En cuanto a la LUB 05-06 el desempeño mejoraría, Aguada no solo llegaría a los play-off, sino que también jugó la final contra Trouville donde fue eliminado 3-0, logrando su primer vicecampeonato en la Liga Uruguaya de Básquetbol. En la próxima edición Aguada no tendrá la oportunidad de repetir su desempeño porque es eliminado en la segunda fase de la liga. El nivel bajaría aún más para la liga 2007-08 ya que tras esta Aguada deberá descender a Segunda para participar del Torneo Metropolitano.
Tras este nuevo descenso, Aguada va a participar del Torneo Metropolitano 2008, en este torneo el club hace la apuesta de conseguir el ascenso a la Liga. Durante la fase regular el equipo realizó un buen trabajo estando cerca de alcanzar el primer ascenso, el cual lo obtenía el primero de la tabla al cierre de la temporada regular, pero perdió esta oportunidad al ser derrotado en la última fecha por Capurro el cual se consagró campeón del Metro 2008 y obtuvo este ascenso. De todas maneras Aguada clasificó a los play-off teniendo así la oportunidad de luchar por el segundo ascenso. En esta fase de play-off, el conjunto aguatero debería enfrentarse en primera instancia con su clásico rival, Goes. Esta serie 2-1, a favor del Aguada pero durante el último partido, que tuvo un final agónico, hubo incidentes entre parciales de ambos equipos. Estos incidentes provocaron duras sanciones, para Goes la desafiliación junto a la suspensión de un jugador y el director técnico y para Aguada fueron el cierre de la cancha (significa la pérdida de los derechos de localía) durante seis partidos, la pérdida de dos puntos en el próximo campeonato y la suspensión del extranjero Wendell Gibson (esta era redimible con el pago de una multa que el equipo finalmente pagó). Debido a esta victoria Aguada pasó a la final donde debía vencer a Nacional para obtener el preciado ascenso. Finalmente, Aguada terminó la serie 2-0, consiguiendo el título de Vicecampeón y el segundo ascenso.
Aguada volvió a primera para participar de la Liga Uruguaya de Básquetbol 2009/10, participación que estuvo en duda debido tanto a la situación económica del club como al asesinato de dos jóvenes hinchas aguateros, tema que planteó una gran discusión sobre la violencia y la seguridad en el básquetbol. Finalmente se decidió participar simplemente para mantener la categoría por lo que se armaría un equipo sin grandes ambiciones. Cumpliendo con sus objetivos, el club no desciende pero es eliminado en la fase de clasificación. A pesar de que el equipo no brindó buenos resultados, además de que su clasificación se vio afectada por la pérdida de dos puntos resultado de la sanción aplicada durante el Metro 2008.
Manteniéndose en Primera Aguada participa en la Liga Uruguaya de Básquetbol 2010/11. Para esta edición prepara un mejor equipo con intenciones de que este alcance la fase de play-off. El equipo comienza muy bien la Liga, llegando a estar 4.º para el final de la fase de clasificación. A pesar de haber bajado un poco su nivel durante la segunda fase el equipo logró mantenerse en esta posición para clasificarse a los play-off. En cuartos de final se debe enfrentar al Club Trouville equipo que en anteriores cruces en play-off había vencido al conjunto aguatero, una vez en cuartos, durante el 2003 y otra vez en la final de la liga 2005-06, pero esta vez la historia cambio y Aguada se hizo con la victoria. Tras esta victoria los aguateros debían cruzarse con Biguá pero esta vez no tuvo la misma suerte y fue eliminado 3-0.
Para la nueva edición de la LUB 2011/12 prepara un mejor equipo que el año anterior. El equipo comienza muy bien la Liga, llegando a estar 4.º para el final de la fase de clasificación. A pesar de haber bajado un poco su nivel durante la segunda fase el equipo logró mantenerse en esta posición para clasificarse a los play-off. En cuartos de final se debe enfrentar al Club Trouville equipo que ya había eliminado el año anterior en los cruces en play-off y nuevamente Aguada se hizo con la victoria. Tras esta victoria los aguateros debían cruzarse con Asociación Hebraica y Macabi y fue eliminado 3-2.
Para la edición de la LUB 2012/13 Aguada prepara un mejor equipo e incorpora al jugador Leandro García Morales. El equipo comienza muy irregular la Liga, llegando a oscilar entre el 5.º y 7.º puesto para el final de la fase de clasificación. Durante el torneo el equipo no consigue la regularidad necesaria para terminar en los primeros lugares y termina ocupando el 7.º lugar lo que lo obligó a ir a una repesca enfrentando al Club Olimpia al cual vence 3-2 y de esa forma ingresa definitivamente a los play-off.
En cuartos de final se debe enfrentar al Club Trouville equipo que ya había eliminado los 2 años anteriores en los cruces en play-off y nuevamente Aguada se hizo con la victoria con un contundente 3-0.
Tras esta victoria los aguateros debían cruzarse con el Club Malvín a quien eliminaron 3-1, accediendo de esa forma a la final, la cual se disputó ante el Club Defensor Sporting al mejor de 7.
El 6 de mayo de 2013 Aguada derrota 86-72 a Defensor Sporting en el séptimo y decisivo partido, coronándose campeón de la 10.ª edición de la Liga Uruguaya luego de 36 años sin lograr el máximo título oficial de la liga.
Plantel Campeón Liga Uruguaya 2012-13: Alejandro Muro, Diego González, Pablo Morales (C), Leandro García Morales, Gregory Dilligard, Pablo Ibón, Gastón Romero, Iván Arbildi, Gonzalo Iglesias, Jeremis Smith, Gabriel Mino, Matías Alonso, Julio Miglionico. DT: Marcelo Capalbo/Javier Espíndola. AYDT: Diego Losada. PF:Guillermo Souto.
Para la edición de la Liga Uruguaya de Básquetbol 2018-19, luego de perder dos finales consecutivas, Aguada prepara un mejor equipo. El equipo comienza muy irregular. Durante el torneo el equipo no consigue la regularidad necesaria y se decide rescindir el contrato del DT, sustituyéndolo por el DT Germán Cortizas y Fernando Cabral, y más tarde el DT Miguel Volcán. El plantel culmina en la 3.ª posición lo que lo lleva a enfrentar en cuartos de final a Defensor Sporting Club y por semifinales a Club Nacional de Football, superando a ambos equipo y accediendo de esa forma a la final que la disputó con el Club Malvín al mejor de 7.
El 5 de junio de 2019 Aguada derrotó 88-82 a Club Malvín en el séptimo y decisivo partido, coronándose campeón de la 16.ª edición de la Liga Uruguaya de Básquetbol 2018-19.
Las finales de jugaron en Antel Arena, siendo Aguada el primer equipo de basquetbol que se convierte en campeón en ese estadio.
Así fueron los resultados de la serie final:
Malvín 80 - Aguada 83, Aguada 90 – Malvín 87, Malvín 80 – Aguada 69, Aguada 78 – Malvín 67, Malvín 91 – Aguada 83, Aguada 66 – Malvín 74, Malvín 82 – Aguada 88.
Plantel Campeón Liga Uruguaya 2018-2019: Dwayne Davis, Andrew Feeley, Demian Álvarez (C), Ricardo Glenn, Al Thornton, Federico Bavosi, Federico Pereiras, Sebastián Izaguirre, Leandro Taboada, Joaquín Rodríguez, Zach Graham, Bryan Davis, Alfonso Arrillaga, Nahuel Santos, Ignacio Núñez, Leonardo Margosian, Agustín Ramírez. Dt: Fernando Cabrera/Miguel Volcán. ADT: Germán Cortizas, Fernando Cabral. PF: Guillermo Souto

## Instalaciones

### Gimnasio cubierto
Durante los primeros años Aguada jugaba en la Plaza de Deportes del barrio hasta que en 1934 debió dejar el terreno pues allí se construiría la Universidad de Mujeres, esto también significó el desplazamiento de Olimpia al barrio Colón. El club debía buscar un nuevo predio para lo que la única consigna impuesta que se mantuviera dentro del barrio. Así gracias al entonces presidente de la institución Pedro Ruggiero se logró la cesión de un terreno ubicado frente al Palacio Legislativo. Debido al gran trabajo de los allegados al club se logró conformar la cancha de piso de tosca y con una tribuna de madera. Esta cancha pudo presenciar los primeros triunfos aguateros, pero nuevamente habría que abandonar el predio debido a las obras de construcción de los jardines del Palacio Legislativo.
Tras varias gestiones el club logró encontrar un nuevo predio este continuaba ubicándose en el barrio, pero para su uso se debió esperar la apertura de la intendencia por lo que el equipo realizaba sus prácticas en la Plaza de Deportes N.º 2. La cancha fue inaugurada el 16 de octubre de 1944, y fue la misma que albergó al Aguada Campeón de 1948. De todas formas al final de la década del 40' se debió entregar el terreno, siendo este un problema para la institución.
Otra vez gracias al esfuerzo de los allegados del club se consiguió un nuevo predio, sobre la calle San Martín. En esta ocasión estuvo la particularidad de que el terreno conseguido estaba ocupado por un conventillo por lo que se tuvo que dar un plazo de tres años para que fuera desalojado, provocando que el equipo tuviera que utilizar diferentes canchas mientras se esperaba que el plazo se cumpliera. Finalmente la cancha fue inaugurada el 6 de septiembre de 1952. Con el correr de los años se fueron realizando obras para mejorar la cancha como fue la construcción de una tribuna para 2500 personas, estrenada bajo la presidencia de Roberto Infante, el techado parcial que se verificó en 1978. En 1995 se formó una Comisión de Obras la cual era presidida por Andrés Pavón la cual trabajó para terminar el escenario realizando obras como levantar la nueva tribuna sobre la calle San Martín, realizar el cerramiento y cambiar el piso de la cancha. El club actualmente continúa siendo fruto de reformas y arreglos los cuales suelen contar con mano e obra voluntaria de los allegados al club. Es estadio tiene una capacidad de 3.738 personas.

## Hinchada
Una de las características principales del club Aguada es su numerosa hinchada, siendo la más popular del básquetbol uruguayo. La hinchada es reconocida y valorada debido a su colorido, lo populosa que es y la forma de la que motiva a los jugadores.
Aguada ganó cuatro Campeonatos Federales consecutivos (1940-43) en la época romántica del deporte "cuando los jugadores eran hinchas del cuadro que defendían". Esa hazaña fue igualada, pero no superada por Welcome .
Aguada es el único club que tiene el Trofeo Caupolicán en sus vitrinas. Fue donado por la Escuela de Carabineros de Chile. Se trata de una figura de bronce que representa al principal exponente de los Mapuches. Fue el delegado de la institución, Aníbal Gardone, que tuvo la iniciativa en la FUBB para que se disputara a través del Torneo Fraternidad, sumando los puntos de todas las divisionales hasta el sexto puesto. Se lo llevaba en propiedad el que lo ganara tres veces en forma consecutiva o cinco de manera alternada. El equipo rojiverde lo obtuvo en 1942, 1943, 1945, 1946 y 1947.
Aguada dio una mano de ventaja y salió campeón en 1948. Jugaba Gualberto Rodríguez Toletti, el querido “Manco”,  que más tarde fuera Presidente del club, logrando dos ascensos al círculo de privilegio. Un hecho increíble que se encuentra señalado en el Museo del Básquetbol, siendo único en la historia de un jugador de basquetbol sin una mano.

## Técnicos
| Técnicos desde 1990                         |                      |           |
| Nombre                                      | Nac.                 | Temporada |
| Enrique Yahn                                | Bandera de Uruguay   | 1990-1991 |
| Wilfredo Venet                              | Bandera de Uruguay   | 1992      |
| Ramiro de León                              | Bandera de Uruguay   | 1993-1994 |
| Edward Yern                                 | Bandera de Uruguay   | 1996-1997 |
| Alberto Espasandín                          | Bandera de Uruguay   | 1998-2000 |
| Edgardo Kogan                               | Bandera de Uruguay   | 2001      |
| Rafael González                             | Bandera de Uruguay   | 2001      |
| Walter Vázquez                              | Bandera de Uruguay   | 2001      |
| Héctor Da Prá                               | Bandera de Uruguay   | 2002-2003 |
| Marcelo Signorelli                          | Bandera de Uruguay   | 2003      |
| Francisco Bolaña                            | Bandera de Uruguay   | 2003      |
| Alberto Espasandín                          | Bandera de Uruguay   | 2004-2005 |
| Marcelo Signorelli                          | Bandera de Uruguay   | 2005      |
| Alberto Espasandín                          | Bandera de Uruguay   | 2005-2006 |
| Federico Camiña                             | Bandera de Uruguay   | 2006      |
| César Somma                                 | Bandera de Uruguay   | 2007      |
| Javier Espíndola                            | Bandera de Uruguay   | 2007      |
| Enrique Yahn - Diego Frugoni - Diego Losada | Bandera de Uruguay   | 2008      |
| Juan Carlos Werstein                        | Bandera de Uruguay   | 2009      |
| Álvaro Tito                                 | Bandera de Uruguay   | 2010-2011 |
| Marcelo Capalbo                             | Bandera de Uruguay   | 2011-2012 |
| Javier Espíndola                            | Bandera de Uruguay   | 2012-2014 |
| Germán Fernández                            | Bandera de Uruguay   | 2014      |
| Curro Segura                                | Bandera de España    | 2015      |
| Javier Espíndola                            | Bandera de Uruguay   | 2015-2016 |
| Fernando Cabrera                            | Bandera de Uruguay   | 2016-2019 |
| Germán Cortizas                             | Bandera de Uruguay   | 2019      |
| Miguel Volcán                               | Bandera de Uruguay   | 2019      |
| Adrian Capelli                              | Bandera de Argentina | 2020-2021 |
| Daniel Seoane                               | Bandera de Venezuela | 2021-2021 |
| Nicolás Casalánguida                        | Bandera de Argentina | 2021-2022 |
| Leandro Ramella                             | Bandera de Argentina | 2022-2023 |
| Germán Cotizas                              | Bandera de Uruguay   | 2023-     |